# Mackenheim
Mackenheim település Franciaországban, Bas-Rhin megyében. Lakosainak száma 771 fő (2022. január 1.). Mackenheim Marckolsheim, Artolsheim, Bootzheim, Hessenheim és Ohnenheim községekkel határos.

## Népesség
A település népességének változása:
| Lakosok száma | 747  | 765  | 765  | 762  | 760  | 757  | 775  | 771  |
|               | 2013 | 2015 | 2017 | 2018 | 2019 | 2020 | 2021 | 2022 |